# Daniel Hugh Kelly
Daniel Hugh Kelly (Elizabeth, 10 agosto 1952) è un attore statunitense, noto in particolare per il ruolo dell'ex detenuto Mark "Skid" McCormick nella serie televisiva Hardcastle e McCormick.

## Biografia
Nato e cresciuto a Elizabeth nel New Jersey da padre agente di polizia e madre assistente sociale. Frequenta fino al 1970 la Roselle Catholic High School e qualche anno dopo riceve una borsa di studio all'Università Cattolica d'America.
Kelly è apparso in varie rappresentazioni del circuito Off-Broadway e Off-Off-Broadway ed è stato membro, tra gli altri, del Williamstown Theatre Festival, The Folger Theater, Arena Stage e per una compagnia di Louisville. Ha interpretato Brick nel dramma La gatta sul tetto che scotta e Paul in Nata ieri nel 1989.
È stato anche attore televisivo, recitando in 491 episodi della serie I Ryan, in Hardcastle & McCormick, Chicago Story, dove impersona il detective Frank Wajorski, ed è stato nel cast protagonista di sceneggiati come I Married Dora, Papà Noè, The 100 Lives of Black Jack Savage, che ha anche co-prodotto, e la serie televisiva Ponderosa.

## Filmografia

### Cinema
- Thin Ice, diretto da Paul Aaron (1981)
- Cujo, diretto da Lewis Teague (1983)
- Chi protegge il testimone (Someone to Watch Over Me), diretto da Ridley Scott (1987)
- Night of Courage, diretto da Elliot Silverstein (1987)
- Nowhere to Hide, diretto da Mario Azzopardi (1987)
- L'innocenza del diavolo (The Good Son), diretto da Joseph Ruben (1993)
- Bad Company, diretto da Damian Harris (1995)
- Atomic Dog, diretto da Brian Trenchard-Smith (1998)
- Star Trek - L'insurrezione (Star Trek: Insurrection), diretto da Jonathan Frakes (1998)
- Chill Factor - Pericolo imminente (Chill Factor), diretto da Hugh Johnson (1999)
- Growing Up Brady, diretto da Richard A. Colla (2000)
- Guardian, diretto da John Terlesky (2000)
- God's Country, diretto da Chris Armstrong (2012)
- Devil May Call, diretto da Jason Cuadrado (2013)
- La zampa di scimmia (The Monkey's Paw), regia di Brett Simmons (2013)

### Televisione
- Murder Ink – serie TV (1980)
- I Ryan (Ryan's Hope) – serie TV (1978–1981)
- Chicago Story – serie TV (1982)
- Hardcastle & McCormick (Hardcastle and McCormick) – serie TV (1983–1986)
- I Married Dora – serie TV, 13 episodi (1987-1988)
- Nutcracker: Money, Madness & Murder – miniserie TV (1987)
- The 100 Lives of Black Jack Savage – serie TV (1991)
- Citizen Cohn – serie TV (1992)
- Law & Order - I due volti della giustizia (Law & Order) – serie TV, episodio 5x23 (1995)
- The Tuskegee Airmen – serie TV (1995)
- No Greater Love – serie TV (1996)
- Second Noah – serie TV (1996-1997)
- Dalla Terra alla Luna (From the Earth to the Moon) – miniserie TV (1998)
- Improbabili amori (Labor of Love), regia di Karen Arthur – film TV (1998)
- Jackie, Ethel, Joan: The Woman of Camelot – serie TV (2001)
- Walker Texas Ranger – serie TV, episodio 9x16 (2001)
- Ponderosa – serial TV (2001–2002)
- Joe and Max – serie TV (2002)
- Supernatural – serie TV, episodio 1x03 (2005)
- Law & Order - Unità vittime speciali (Law & Order: Special Victims Unit) – serie TV, episodio 6x11 (2005)
- Così gira il mondo (As the World Turns) – serie TV (2007–2009)
- Memphis Beat – serie TV (2010-2011)
- The Mentalist – serie TV, 1 episodio (2011)
- Castle – serie TV, episodio 6x17 (2014)
- NCIS - Unità anticrimine (NCIS) – serie TV, episodio 11x23 (2014)

## Doppiatori italiani
Nelle versioni in italiano delle opere in cui ha recitato, Daniel Hugh Kelly è stato doppiato da:
- Michele Gammino in Dalla Terra alla Luna, The Mentalist
- Massimo Rossi in Chill Factor - Pericolo imminente, NCIS: Los Angeles (ep.1x21)
- Enzo Consoli in Chicago Story
- Sergio Di Giulio in Hardcastle & McCormick
- Paolo Maria Scalondro in Cujo
- Manlio De Angelis in Chi protegge il testimone
- Maurizio Fardo in L'innocenza del diavolo
- Massimo De Ambrosis in Star Trek - L'insurrezione
- Giorgio Locuratolo in Supernatural
- Alberto Angrisano in Law & Order: Unità vittime speciali
- Fabrizio Pucci in Cold Case - Delitti irrisolti
- Antonio Palumbo in NCIS: Los Angeles (ep.2x02)
- Renato Cortesi in Memphis Beat
- Giovanni Petrucci in Castle
- Carlo Valli in NCIS - Unità anticrimine
- Sergio Lucchetti in Major Crimes